# 전격 Z작전
《전격 Z작전》(電擊 Z作戰, 영어: Knight Rider)은 NBC에서 1982년 9월 26일부터 1986년 8월 8일까지 방영한 액션 범죄물 드라마 텔레비전 시리즈이다. 2008년에 NBC에서 동명 속편 텔레비전 시리즈가 방영되면서 리부트되기도 하였다.
국내에선 KBS 2TV에서 1985년부터 1987년까지, MBC에서 1988년부터 1989년까지, SBS에서 1995년 9월부터 2004년까지 방영되었다.

## 개요
자수성가한 백만장자 윌턴 나이트는 얼굴에 치명상을 입고 죽어가는 로스앤젤레스 경찰국 형사 마이클 롱을 구출한 뒤 성형 수술을 통해 새 이름 마이클 나이트와 새 신원을 부여한다. 윌턴은 공공의 목적으로 만든 공공정의집행기관(public justice organization)인 법질서재단(FLAG) 또는 나이트재단(Knight Foundation)의 요원으로 마이클을 현장에 투입한다. 마이클에겐 AI 컴퓨터가 장착되어 인간과의 대화 및 자율 주행이 가능한 폰티액 파이어버드 최첨단 자동차 킷(KITT; 나이트 인더스트리즈 투 사우전드)이 파트너로 동행한다. 이들은 직접 물리적 행동을 행사하는 것만이 유일한 답인 상황에서 플래그 수장 데번의 지휘와 조언에 따라 출동하며, 기술 책임자 보니(시즌 1, 3, 4)/에이프릴(시즌 2)이 킷을 관리한다.

## 출연
- 데이비드 해슬호프 - 마이클 나이트 역
- 윌리엄 대니얼스 - 킷 역
- 에드워드 멀헤어 - 데번 마일스 역
- 퍼트리샤 맥퍼슨 - 보니 역
- 리베카 홀든 - 에이프릴 역
- 피터 패로스 - 코닐리어스 역
- 리처드 베이스하트 - 윌턴 나이트 역

## 우리말 녹음
KBS 성우진
- 이정구 - 마이클 나이트(데이비드 해슬호프)
- 남궁윤 - 킷(윌리엄 대니얼스)
- 유강진 - 데번 마일스(에드워드 멀헤어)
- 김성희 - 보니(퍼트리샤 맥퍼슨)
- 안경진 - 에이프릴(리베카 홀든)
- 송두석 - 가스 나이트(데이비드 해슬호프)
- 김새영 - 코닐리어스(피터 패로스)
- 노민 - 카(피터 컬런)

## 같이 보기
- 출동! 에어울프
- 맥가이버
- 독수리 특공작전(영어판)